# Cecil Rhodes

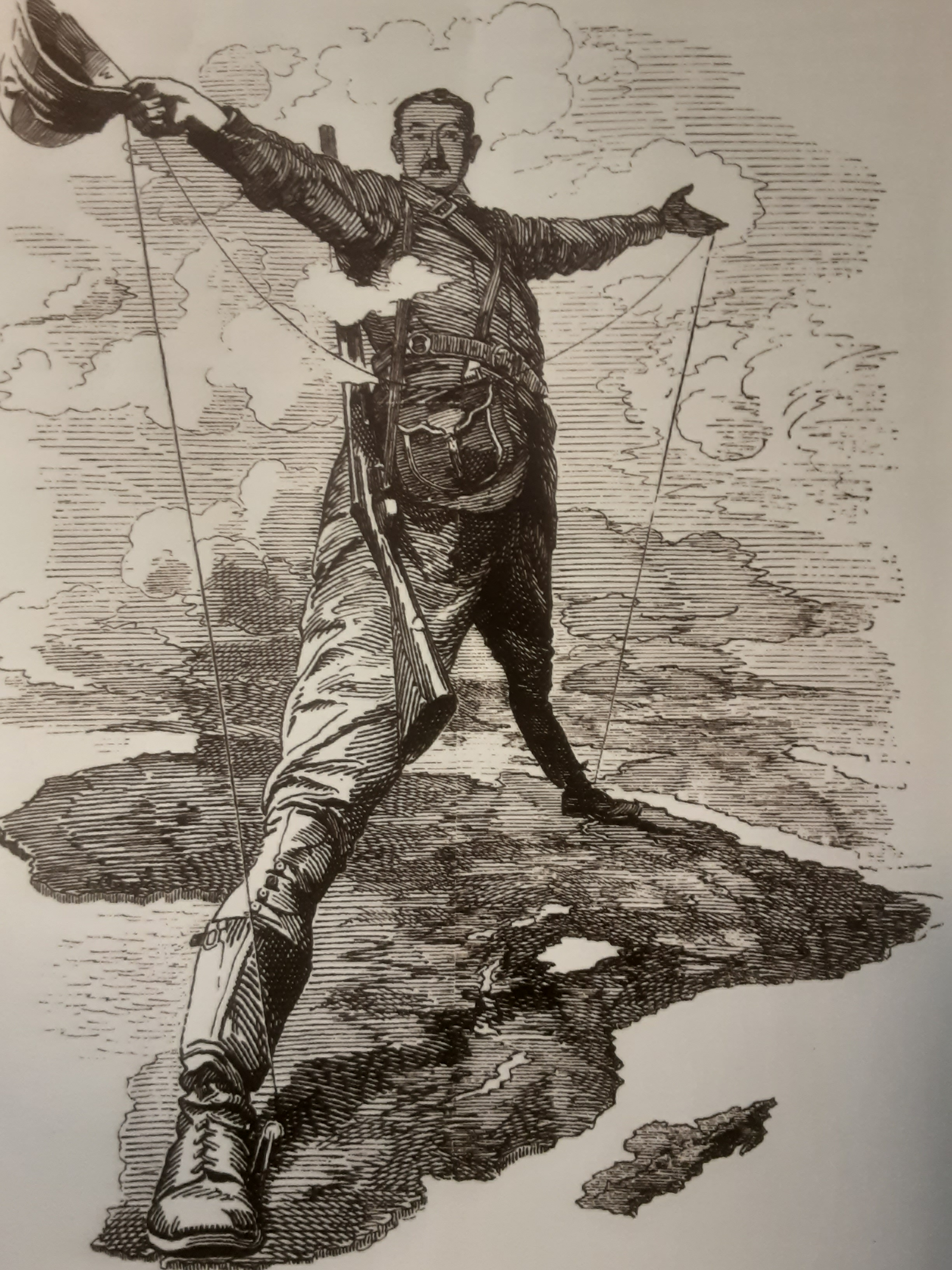
Cecil Rhodes karikatúrája amelyet a Punch angol szatirikus lap csinált.

Cecil Rhodes (teljes nevén Cecil John Rhodes), (Bishop's Stortford, 1853. július 5. – Muizenberg, 1902. március 26.) angol születésű dél-afrikai közgazdász, üzletember, bányamágnás és politikus volt. Rhodes alapította meg a De Beers  Consolidated Mines nevű vállalatot, amely egykoron a világ nyersgyémánt-kereskedelmének 90%-át bonyolította le, és piaci részesedése napjainkban is meghaladja a 60%-ot. Rhodes a gyarmatosítás megrögzött híve volt, és megalapította a családneve után Rodéziának keresztelt dél-afrikai országot. 

## Életpályája
Ifjúkora óta Dél- Afrikában élt, mert remélte, hogy asztmájának jót tesz az éghajlat. Kimberley-ben aranybányákat szerzett, később megalapította a De Beers nevű hatalmas vállalatot és nagy vagyonra tett szert. Gazdagságát és befolyását az afrikai gyarmatosítás szolgálatába állította, ennek egyik előharcosa és legjellegzetesebb képviselője lett. 1884-től kezdve a vezetése alá került a gyarmatosító jogokkal felruházott Chartered Company. 1888-ban kötötte meg az első szerződését a mai Zimbabwe területén: bányászati jogot szerzett a ndebele nép főnökétől. Erre hivatkozva elérte a brit kormánynál, hogy az általa vezetett gazdasági társaság (British South Africa Company) államot szervezhessen. Az első szerződést több hasonló követte. 1898-ban szervezték meg a társaság gyarmatát.
Cecil Rhodes 1890-ben Fokföld miniszterelnöke lett. Minthogy szabálytalanságokkal vádolták, le kellett mondania, de haláláig vezető szerepe volt Dél-Afrika életében; az ő ösztönzésére szerezték meg az angolok a róla elnevezett Rodéziát és Becsuánaföldet.

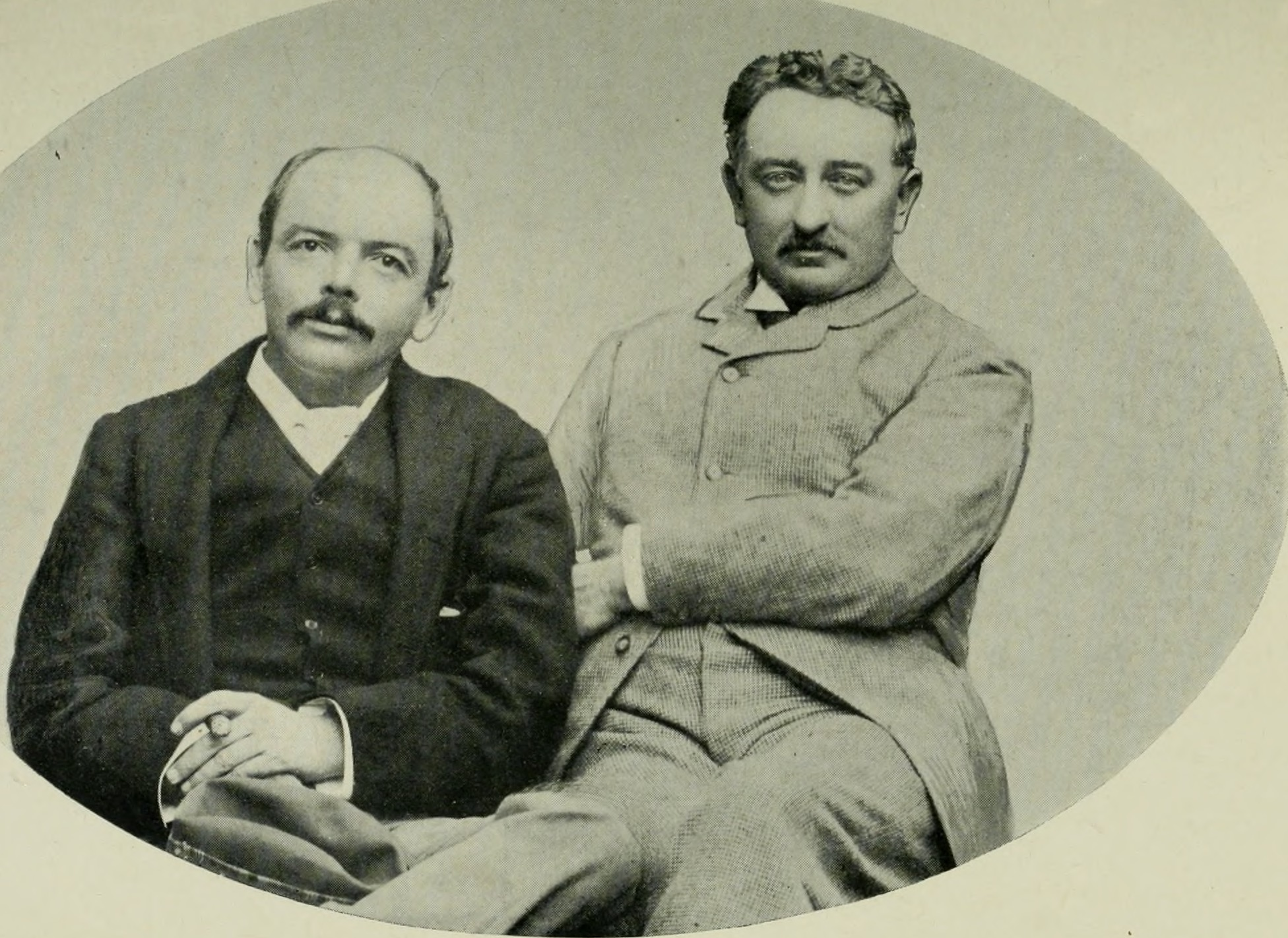
Sir Leander („Dr. Jim”) és Cecil Rhodes

Élete során csak azonos nemű partnerei voltak. A szőke, kék szemű, atletikus fiatal férfiakat kedvelte. Őket „Rhodes bárányainak“ nevezték.
Első tartós kapcsolata Neville Pickeringgel, a De Beers vállalat titkárával volt. Pickering 25. születésnapján Rhodes végrendeletében ráhagyta vagyonát. Később a fiú lovasbalesetet szenvedett, hatheti ápolás után Rhodes karjai közt halt meg. Őt követte Henry Latham Currey magántitkárként. Mikor Currey 1894-ben megnősült, megszakította vele a kapcsolatot. Későbbi jelentős kapcsolata a skót Sir Leander Starr Jameson gyarmati tisztviselővel volt, aki Rhodes korai halála előtt ápolta, és végrendeletileg vagyonának haszonélvezője lett.
Rhodes kérlelhetetlen rasszista volt. A „fehérek” és „feketék” apartheidjának támogatója.

## Brit Birodalom támogatása
Az eszme, ami eddig lidércfényként lebegett a szemünk előtt, most végre tervvé formálódott. Miért ne alakítanánk egy olyan titkos társaságot, amelynek egyetlen célja a Brit Birodalom támogatása, és az egész civilizálatlan világ brit uralom alá történő bevezetése, valamint az Egyesült Államok visszaszerzése, hogy az angolszász faj újra egy birodalommá válhasson?
Jelentette ki Hitvallás című könyvében, miután 1877. június 2-án csatlakozott az Oxfordi Egyetem szabadkőműves rendjének Apolló páholyához.

## Emlékezete
- Róla nevezték el az 1903-ban alapított Rhodes-ösztöndíjat, amit a vagyonából finanszíroztak. Egyik leghíresebb, aki megkapta, a 20. század neves csillagásza, Edwin Hubble.
- Fokvárosban szobrot is kapott, viszont 2020 nyarán a Black Lives Matter mozgalom dél-afrikai tagozata brutálisan megcsonkította és lefejezte a szobrot.[10]
- Hararében a Cecil Square a legfontosabb meleg-ismerkedőhely.